# HD84656
HD84656 — хімічно пекулярна зоря спектрального класу B8, що має видиму зоряну величину в смузі V приблизно  8,2.
Вона  розташована на відстані близько 2548,1 світлових років від Сонця.

## Пекулярний хімічний склад
Зоряна атмосфера HD84656 має підвищений вміст 
Si
.